# Dort niedn in jenem Holze
Dort niedn in jenem Holze ist ein deutsches Volkslied, dessen Text auf das 16. Jahrhundert zurückgeht. Seine heute bekannte Form ist eine Zusammenstellung der Jugendbewegung des frühen 20. Jahrhunderts.

## Geschichte
Der Text des Liedes ist im Frankfurter Liederbüchlein von 1582 bzw. dem darauf basierenden Ambraser Liederbuch von 1582 unter dem Titel Schein uns, du liebe Sonne enthalten. Obwohl der Titel dieser Liedersammlungen auch Melodien ankündigt, sind keine originalen Melodien überliefert. Die moderne Volksliedfassung ist eine Auswahl der 4.–7. Strophe aus diesem Lied. Diese Auswahl geht auf Ludwig Uhland zurück, der den Text in seinen Volksliedern in dieser Form abdruckte. Uhland zitiert das Frankfurter Liederbüchlein nach der Ausgabe von 1582.
Die Melodie des Liedes ist erheblich jünger; sie wurde 1841 in Haynau in Schlesien zu dem Volkslied Ich ging wohl nächten späte aufgezeichnet.
Erstmals wurden Text und Melodie 1911 in der vierten Auflage des Zupfgeigenhansl zu einem Lied vereint, zunächst mit der Quellenangabe „Frankfurter Liederbuch, 1582“. Die Quellenangabe „Erk-Böhme“ in späteren Auflagen ist insoweit irreführend, als im Deutschen Liederhort zwar sowohl der Text in der vierstrophigen Fassung als auch die Melodie abgedruckt sind, aber eben nicht gemeinsam, sondern als zwei verschiedene Lieder. Das Lied wurde in der Folge häufig in Gebrauchsliederbüchern der Wandervogels nachgedruckt.

## Inhalt
Der Text, der das Zusammenkommen zweier Liebender schildert, steckt voller symbolischer Bilder. Das Mahlen des Goldes steht für Freigiebigkeit. Der Hirsch als Bild für den Geliebten findet sich häufiger in alten Volksliedern und geht auf das alttestamentliche Hohelied zurück.

## Melodie und Text
Im Folgenden sind auch die drei einleitenden Strophen, die keinen Eingang in die moderne Volksliedfassung gefunden haben, nach dem Wortlaut des Ambraser Liederbuchs in Kursiv wiedergegeben.
1. Schein uns du liebe sonne,

gib uns ein hellen schein,

Schein uns zwey lieb zusammen,

ey die gerne bey einander wollen sein.

2. Dort ferne auff jenem berge,

leit sich ein kalter schnee,

Der schnee kan nicht zu schmelzen,

denn Gottes wille der mus ergehn.

3. Gottes wille der ist ergangen,

zu schmoltzen (so) ist uns der schnee,

Gott gesegne euch vater und mutter,

ich sehe euch nimmermehr.
4. Dort nied’n a in jenem Holze

leit b sich ein Mühlen stolz,

Sie mahlt uns alle Morgen

das Silber und rote Gold.

5. Dort nied’n in jenem Grunde

Schwemmt c sich ein Hirschlein fein.

Was führt es in seinem Munde?

Von Gold ein Ringelein.

6. Hätt ich des Goldes ein Stücke

zu einem Ringelein,

meinem Buhlen wollt ich’s schicken

zu einem Goldfingerlein.

7. Was schickt sie mir denn wieder?

Von Perlen ein Kränzelein:

„Sieh da, du feiner Ritter,

darbei gedenk du mein.“